# あんばやし

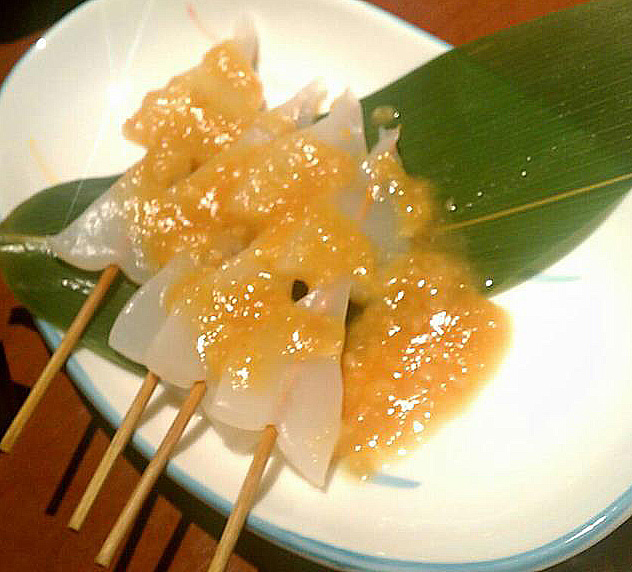
あんばやし

あんばやしは富山県の郷土料理で味噌田楽の一種。薄く三角に切った白こんにゃくを竹串に刺して熱湯で茹で、生姜の効いた甘辛味の味噌だれをかけたもの。一般的な味噌田楽の味噌よりも水分の多いたれが特徴的。
あんばやしは富山県、それも富山市中心の呼び方で、呉東では主に、田楽と呼ばれる。呉西では主に、（みそ）こんにゃく、おでんと言う。
名前の由来は「あんは甘辛の『あんかけ』のあん、串に刺したこんにゃくが並ぶ姿を林に見立てたのでは」（塩原紘栄・元富山短大教授）という推測がある。「あんばやし」として販売している杉本食品（富山市）では袋の裏に「案配よし」から転じたという説を披露していて、これは箕島良二の『富山弁またい抄」という本に紹介してあり、箕島は番組で『東海道中膝栗毛』の中のおでんの売り声として「こんにゃく　とうふの　あんばいよし」というのがあって、当時のおでんはいろんな具が入っていなかった。こんにゃくと豆腐だけだったようでその両方に掛けた方言として富山に伝わった」と語った。
富山の縁日の定番で、ルーレットを回し、出た数字の本数を皿に盛ってくれる。戦国・桃山時代の笑話の集大成の安楽庵策伝『醒睡笑』(1628年)にはおでんが「田楽」から来ているとの語源が紹介してあり、巻之六では比叡山の僧坊・北谷持法坊の稚児たちが、冬の夜に豆腐を手に入れて田楽を作り、知恵比べをして、勝った者から3串、8串と食べる話が載っていて、おでんを賭けて遊ぶのが古くからあることが分かる。
こんにゃくを何百枚も切って一本ずつ串に刺す手間から、露店は徐々に減っていったので、児童クラブの行事などで供されることが増えてきた。逆に飲食店で注文するとルーレットを持ってくるところもある。